# DeJuan Blair
DeJuan Lamont Blair (Pittsburgh, 22 de abril de 1989) conhecido simplesmente por DeJuan Blair ou D Blair é um jogador profissional de basquetebol estadunidense, que defende o Jiangsu Monkey King na Liga Chinesa (CBA).

## Estatísticas na NBA

### Temporada regular
| Ano     | Equipe      | PJ  | PT  | MPP  | %TC  | %3P  | %TL  | RPP | APP | ROB | TPP | PPP |
| ------- | ----------- | --- | --- | ---- | ---- | ---- | ---- | --- | --- | --- | --- | --- |
| 2009-10 | San Antonio | 82  | 23  | 18.2 | .556 | .000 | .547 | 6.4 | .8  | .6  | .5  | 7.8 |
| 2010-11 | San Antonio | 81  | 65  | 21.4 | .501 | .000 | .657 | 7.0 | 1.0 | 1.2 | .5  | 8.3 |
| 2011-12 | San Antonio | 64  | 62  | 21.3 | .534 | .000 | .613 | 5.5 | 1.2 | .9  | .2  | 9.5 |
| 2012-13 | San Antonio | 61  | 16  | 14.0 | .524 | .000 | .629 | 3.8 | .7  | .6  | .2  | 5.4 |
| 2013-14 | Dallas      | 78  | 13  | 15.6 | .534 | .000 | .636 | 4.7 | .9  | .8  | .3  | 6.4 |
| 2014-15 | Washington  | 29  | 0   | 6.2  | .456 | .000 | .667 | 1.9 | .1  | .2  | .0  | 1.9 |
| Total   |             | 395 | 179 | 17.3 | .527 | .000 | .612 | 5.3 | .9  | .8  | .3  | 7.1 |

### Playoffs
| Ano   | Equipe      | PJ | PT | MPP  | %TC  | %3P  | %TL  | RPP | APP | ROB | TPP | PPP |
| ----- | ----------- | -- | -- | ---- | ---- | ---- | ---- | --- | --- | --- | --- | --- |
| 2010  | San Antonio | 10 | 0  | 9.1  | .500 | .000 | .556 | 3.9 | .5  | .5  | .4  | 3.7 |
| 2011  | San Antonio | 4  | 0  | 12.5 | .333 | .000 | .600 | 3.3 | .5  | .0  | .3  | 4.3 |
| 2012  | San Antonio | 10 | 0  | 7.6  | .630 | .000 | .500 | 2.3 | .2  | .3  | .1  | 3.7 |
| 2013  | San Antonio | 12 | 0  | 6.3  | .618 | .000 | .556 | 2.0 | .6  | .4  | .1  | 3.9 |
| 2014  | Dallas      | 6  | 0  | 13.5 | .593 | .000 | .615 | 6.2 | .2  | 2.0 | .0  | 6.7 |
| Total | Total       | 42 | 0  | 8.9  | .546 | .000 | .571 | 3.2 | .4  | .6  | .2  | 4.2 |